# Rolf Maibach
Rolf Maibach (* 3. April 1943 in Aarau) ist ein Schweizer Kinderarzt. 2010 wurde er zusammen mit Marianne Kaufmann zum Schweizer des Jahres gewählt.

## Leben und Werk
Rolf Maibach studierte an der Universität Zürich Medizin. Nach dem Studium bildete er sich weiter in Chirurgie und Kinderheilkunde, vorwiegend am Kinderspital Zürich. Von August 1977 bis Juli 2006 war er Leiter der Kinderabteilung am Regionalspital Surselva in Ilanz. Als erster Kinderarzt führte er dort eine selbständige Kinderarztpraxis.
Seit 1996 war er jedes Jahr zusammen mit seiner Frau Raphaela einen Monat als Volontär am Hôpital Albert Schweitzer Haiti (HAS) als Kinderarzt tätig. Anfang Oktober 2006 zogen seine Frau und er definitiv nach Haiti. Sie leitete das Spitallabor, er arbeitete zuerst als Pädiater und ab Februar 2008 bis August 2010 als Medizinischer Direktor des Spitals. Seit 2000 ist Maibach als Stiftungsrat des Spitals tätig und evaluiert mehrmals jährlich Projekte und Programme.
Im Sommer 1997 gründete Maibach zusammen mit seiner Frau Raphaela die Bündner Partnerschaft Hôpital Albert Schweitzer Haiti (BPHASH) zur ideellen, personellen und materiellen Unterstützung des Spitals. Die BPHASH ist seit Ende 2009 die wichtigste operationelle und finanzielle Partnerin des HAS. Neben vielen Projekten für Unfallchirurgie, Sozialdienst für besonders bedürftige Patienten finanziert und kontrolliert die BPHASH die Kinderklinik, die weitaus grösste Abteilung des Spitals. Im Mai 2015 wurde die BPHASH in Schweizer Partnerschaft HAS Haiti (SPHASH) umbenannt www.hopitalalbertschweitzer.org. Die weitgehende Umstellung der Stromherstellung von Dieselgeneratoren auf Sonnenenergie mit einem Solarprojekt ist einer der wichtigsten Maßnahmen des SPHASH. 
Das Hôpital Albert Schweitzer Haiti wurde in der Schweiz und international bekannt durch die Behandlungen von über 1200 Opfern des Erdbebens in Haiti 2010, bei den Überschwemmungs-Katastrophen im Herbst 2008 und zwei schweren Cholera-Epidemien 2010 und 2011, als tausende von Kranken und Verletzten ins HAS gebracht wurden.
Für Maibachs Hobby, die Astronomie, bleibt nur wenig Zeit. 2006 setzte sich Maibach zusammen mit Freunden für die Errichtung der Sternwarte Mirasteilas in Falera mit dem grössten öffentlich zugänglichen Teleskop der Schweiz ein.
Rolf Maibach ist verheiratet mit Raphaela Maibach-Simeon und Vater von vier erwachsenen Kindern.

## Auszeichnungen
- 2010: „Kopf des Jahres 2010“ durch das Kollegium für Hausarztmedizin Schweiz für seinen unermüdlichen Einsatz für das Hôpital Albert Schweitzer in Haiti[1]
- 2011: Wahl zum Schweizer des Jahres 2010[2]
- 2011: zusammen mit seiner Frau Raphaela: „Erster Internationaler Albert-Schweitzer-Preis“ verliehen in Königsfeld/Deutschland durch die internationalen Albert Schweitzer Organisationen in acht Ländern[3]
- 2012: „Le Grand Chapeau Award for Philanthropy“ in Palm Beach/FL/USA[4]